# Zhao Junzhe
Zhao Junzhe (chiń. 肇俊哲; pinyin Zhào Jùnzhé; ur. 18 kwietnia 1979 w Shenyang) – chiński piłkarz występujący na pozycji pomocnika.

## Kariera klubowa
Zhao swoją zawodową karierę piłkarską rozpoczął w roku 1998 w Liaoning Whowin, w którym występuje do dziś. W pierwszym sezonie tam spędzonym wystąpił tylko w trzech ligowych meczach a jego ekipa zajęła dziewiąte miejsce w ligowej tabeli. Rok później mógł się cieszyć wraz ze swoim klubem ze zdobycia Mistrzostwa Chin. Od tego sezonu zaczął częściej wychodzić w wyjściowej jedenastce. W roku 2004 został wybrany przez Chińską Federację Piłkarską Piłkarzem Roku. W tym samym roku zdobył także Wicemistrzostwo Chin. Dwa lata później powtórzył sukces z roku 1999.

## Kariera reprezentacyjna
W reprezentacji swojego kraju zadebiutował w roku 2000. Dwa lata później Velibor Milutinović powołał go do kadry na Mistrzostwa Świata. Na tym turnieju Chińczycy nie wyszli ze swojej grupy zajmując w niej czwarte miejsce a on sam zagrał w dwóch spotkaniach swojej drużyny. W roku 2004 został powołany przez selekcjonera Arie Haana na Puchar Azji. Na tej imprezie Chiny zajęły drugie miejsce a Zhao zagrał we wszystkich sześciu meczach. Dotychczas w barwach narodowych wystąpił sześćdziesiąt trzy razy i dwa razy wpisał się na listę strzelców.